# Lago Tremorgio
Lago Tremorgio är en sjö i Schweiz. Den ligger i den sydöstra delen av landet, 110 km sydost om huvudstaden Bern. Lago Tremorgio ligger 1 815 meter över havet. Arean är 0,34 kvadratkilometer. Den sträcker sig 0,6 kilometer i nord-sydlig riktning, och 0,7 kilometer i öst-västlig riktning.
Trakten runt Lago Tremorgio består i huvudsak av gräsmarker. Runt Lago Tremorgio är det glesbefolkat, med 8 invånare per kvadratkilometer.